# Isla Tiburón
Die Isla Tiburón, auch Isla del Tiburón (Seri: Tahéjöc), ist mit einer Fläche von knapp 1201 km² die größte Insel im Golf von Kalifornien und die größte Insel Mexikos (siehe die Liste mexikanischer Inseln). Die Insel gehört zum Bundesstaat Sonora und liegt etwa auf der Höhe von Hermosillo, Sonora.
Im Jahre 1957 wurden die Insel und die damals dort lebenden Seri-Indianer von dem deutschen Faltbootfahrer-Ehepaar Marianne und Herbert Rittlinger besucht. Heute ist Tiburón unbewohnt und seit 1963 ein Naturreservat (Tiburón bedeutet im Spanischen Haifisch).
Die frühere bzw. temporäre Seri-Siedlung Tecomate liegt im Norden der Insel in der Nähe einer Süßwasserquelle namens Pozo Hardy.